# Klooster Šišatovac

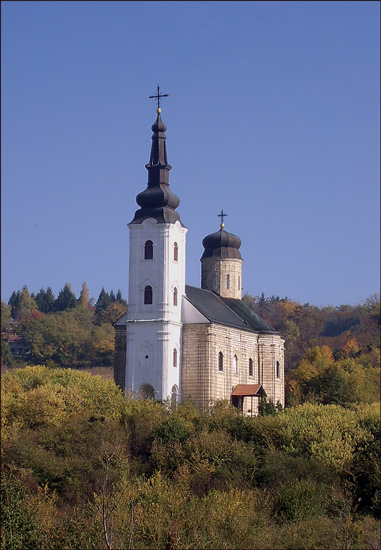
Klooster Šišatovac

Het Klooster Šišatovac (Servisch: Манастир Шишатовац, Manastir Šišatovac) is een Servisch-orthodox klooster in de Fruška Gora in de Servische autonome provincie Vojvodina. Volgens de traditie werd het gesticht door gevluchte monniken van het klooster Žiča. De vroegste historische vermeldingen van het klooster dateren uit het midden van de 16de eeuw.